# IC 4699
IC 4699 — галактика типу PN (планетарна туманність) у сузір'ї Телескоп.
Цей об'єкт міститься в оригінальній редакції індексного каталогу.